# 호모 나렌스
호모 나렌스(Homo narrans←"이야기를 하는 사람")는 흔히 사용되는 호모 사피엔스(현명한 남자)에서 모델링된, 2개의 단어가 결합된 수많은 인간종의 이름의 하나이다. 이 용어는 호모 사피엔스를 사람속(Homo)의 다른 종들과 구별함에 있어 예를 들어 언어나 추론 면에서 스토리텔링에 우위가 있음을 사실로 상정한다.

## 역사
학계에서는 이 용어를 독일의 민족학자 Kurt Ranke가 1967년 출판된 논문에서 기원시킨 것으로 보고 있다.
Ranke와는 독립적으로 이 용어는 커뮤니케이션 이론학자 울터 피셔(Walter Fisher)가 이 용어를 기원시키는데 공로가 있다는 의견이 있다.